# USS Stockdale (DDG-106)

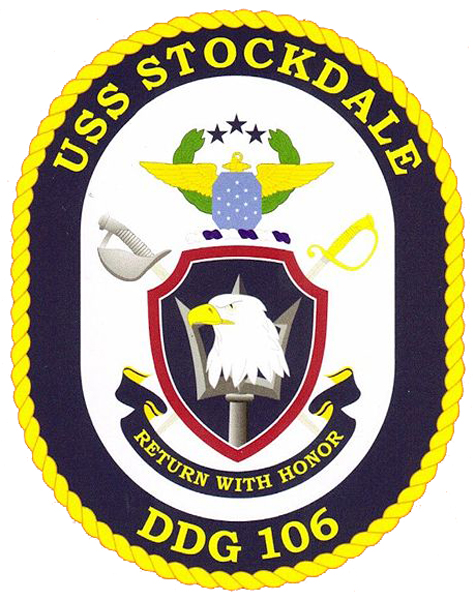

USS Stockdale (DDG-106) — ескадрений міноносець КРО типу «Арлі Берк» ВМС США, серії IIa зі 127/62-мм АУ. 56-й корабель цього типу в складі ВМС США, будівництво яких було схвалено Конгресом США.

## Назва
Корабель отримав назву на честь Джеймса Стокдейла — віцеадмірала ВМС США, одного з найбільш нагороджених офіцерів в історії американського військово-морського флоту. За мужність, виявлену в полоні під час Війни у В'єтнамі, був удостоєний вищої військової нагороди США — Медалі Пошани. Невдало висувався на пост віцепрезидента в 1992 і 1996 роках.

## Будівництво
Контракт на будівництво корабля 13 вересня 2002 року був підписаний із суднобудівною компанією Bath Iron Works, розташованої в Баті, штат Мен. Закладено 10 серпня 2006 року. Спущений на воду 24 лютого 2008 року. Церемонія хрещення відбулася 10 травня 2008 року. Хрещеною матір'ю стала Сібіл Стокдейл, вдова віцеадмірала Джеймса Стокдейла. Переданий ВМС США 30 вересня 2008 року. 18 квітня 2009 був введений в експлуатацію під час церемонії, що відбулася на військово-морській базі в порту Hueneme, штат Каліфорнія. Портом приписки є військово-морська база в Сан-Дієго, штат Каліфорнія.

## Бойова служба
30 листопада 2010 року залишив порт приписки Сан-Дієго для свого першого розгортання в зоні відповідальності 7-го флоту США, з якого повернувся 22 липня 2011 року.
11 січня 2012 року розпочався двомісячний обмежений ремонт. Улітку взяв участь у навчаннях «RIMPAC 2012».
14 січня 2013 року залишив порт приписки для запланованого розгортання на Близькому Сході, з якого повернувся 8 листопада.
11 березня 2014 прибув на верф компанії BAE Systems в Сан-Дієго для проходження ремонту. З 20 по 25 серпня після закінчення ремонту проходив ходові випробування.
Протягом 2015 року брав участь у різних навчаннях. З 5 по 12 жовтня взяв участь в 35-му щорічному фестивалі «Тиждень флоту», що проходив у Сан-Франциско.
20 січня 2016 року залишив порт приписки Сан-Дієго для запланованого розгортання в західній частині Тихого океану в складі ударної групи авіаносця USS «John C. Stennis» (CVN-74). 14 лютого в складі ударної групи JCSSG прибув із запланованим візитом в порт Апра на острові Гуам. 1 березня в складі ударної групи JCSSG пройшов Лусонську протоку і прибув у Південнокитайське море, де 4 березня поповнив запаси від корабля USNS Rainier (T-AOE 7). 6 березня в складі ударної групи покинув акваторію Південнокитайського моря і прибув у Філіппінське море. 13 березня в складі ударної групи прибув із візитом у Пусан. 25 червня прибув у зону відповідальності 3-го флоту США. 11 серпня повернувся в порт приписки Сан-Дієго.
У 2021 році есмінець був обладнаний лазерною системою малої потужності Optical Dazzling Interdictor (ODIN), яка призначена для засліплення ворожих електрооптичних та інфрачервоних датчиків шляхом проєціювання на них потужного та яскравого лазерного променя. Завдання ODIN — не знищувати безпілотники, а перешкоджати їхній роботі.